# Finn Bálor
Fergal Devitt (n. 25 iulie din 1981) este un wrestler profesionist irlandez care în prezent lucrează în WWE sub numele Finn Bálor în marca Smackdown. Este mai cunoscut sub numele de Prince Devitt, nume cu care a devenit popular pentru aproape un deceniu în circuite independente, și New Japan Pro Wrestling (NJPW).
Fergal este dată Campion Mondial fiind o dată Campion Universal WWE.
Acesta a fost, de asemenea, de trei ori Campion Junior la categoria grea din IWGP, și de șase ori Campion în Perechi din IWGP (de două ori cu Minoru Tanaka și patru cu Ryusuke Taguchi) ambele titluri, ca parte a NJPW. În CMLL a câștigat Campionatul Mondial Istoric de Greutate Medie din NWA. și a fost de două ori câștigător al turneului Best of Super Juniors în 2010 și 2013. Și în WWE, a fost Campion NXT, având cea mai lunga deținere a campionatului și a fost primul câștigător al Dusty Rhodes Tag Team Classic lângă Samoa Joe.

## Titluri și premii în wrestling
- American Wrestling Roadshow
  - Wrestling.Ie Championship (1 dată)[1]
- Consejo Mundial de Lucha Libre
  - NWA World Historic Middleweight Championship (1 dată)
- Insane Championship Wrestling
  - ICW Zero-G Championship (1 dată)[2]
- Kaientai Dojo
  - Best Tag Team Match (2010) cu Ryusuke Taguchi vs. Makoto Oishi și Shiori Asahi pe 17 aprilie[3]
- New Japan Pro Wrestling
  - IWGP Junior Heavyweight Championship (3 ori)[4]
  - IWGP Junior Heavyweight Tag Team Championship (6 ori) – cu Minoru (2) și Ryusuke Taguchi (4)[5]
  - Best of the Super Juniors (2010, 2013)
  - J Sports Crown Openweight 6 Man Tag Tournament (2010, 2011) – cu Ryusuke Taguchi și Hirooki Goto
- NWA UK Hammerlock
  - NWA British Commonwealth Heavyweight Championship (2 ori)
- Pro Wrestling Illustrated
  - Ranked No. 3 of the top 500 singles wrestlers in the PWI 500 in 2016[6]
- Revolution Pro Wrestling
  - British Cruiserweight Championship (1 dată)[7][8]
- Rolling Stone
  - NXT Star of the Year (2015)[9]
- Tokyo Sports
  - Best Bout Award (2010) with Ryusuke Taguchi vs. Kenny Omega and Kota Ibushi on 11 October[10]
- WWE
  - WWE Universal Championship (1 dată)[11]
  - WWE Intercontinental Championship (2 ori, prezent)
- WWE NXT
  - NXT Championship (1 dată)
  - Dusty Rhodes Tag Team Classic (2015) – cu Samoa Joe
  - NXT Championship No. 1 Contender Tournament (2015)
  - NXT Year-End Award (2 ori)[12]
    - Male Competitor of the Year (2015)[13]
    - Overall Competitor of the Year (2015)[13]